# Río Mali Kolchad
El río Mali Kolchad (en ruso: Мали Колчад) es un río del Gran Cáucaso en el distrito de Zelenchuk de la república de Karacháyevo-Cherkesia del sur de Rusia. Es un afluente del río Aksaút, uno de los componentes del Mali Zelenchuk, que desemboca en el río Kubán.

## Curso
Nace en un pequeño lago de la vertiente occidental del pico Kinguir-Chad. El río discurre ladera abajo por la montaña por 8 km antes de desembocar en la orilla derecha del Aksaút.